# August Suter

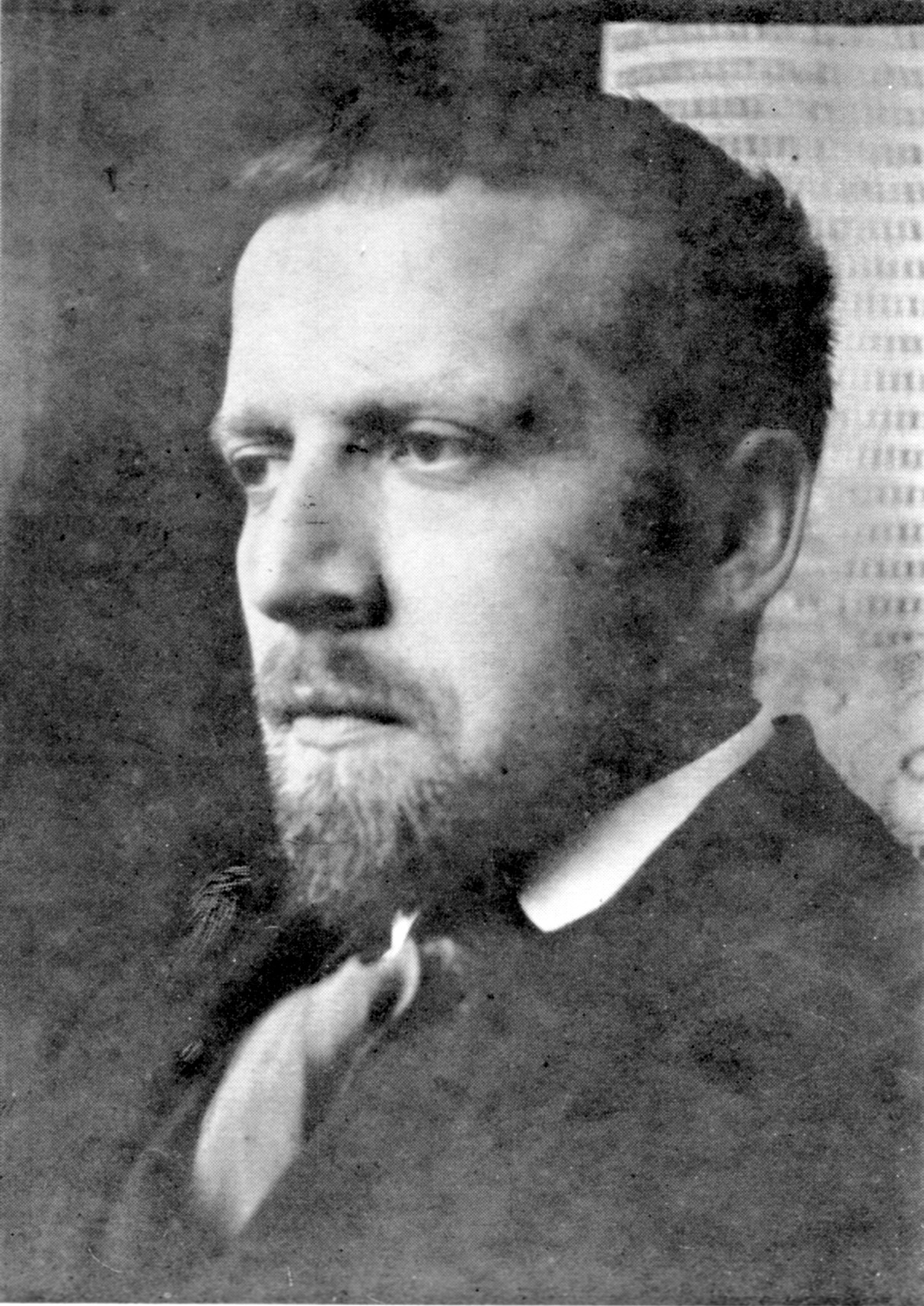
August Suter um 1912

August Suter (* 19. Juli 1887 in Basel; † 28. November 1965 ebenda) war ein Schweizer Bildhauer.

## Leben
August Suter wurde als sechstes von elf Kindern in Basel geboren. Seine Eltern waren der Buchbindermeister Johannes Suter (1857–1907) aus Eptingen und dessen Frau Katharina Suter-Schaub (1859–1941) aus Basel. Im gleichen Haus an der Albanvorstadt 44 lebte auch Burkhard Mangold. Während der Buchbinderlehre bei seinem Vater belegte August Suter von 1900 bis 1907 Zeichen- und Malkurse sowie das Modellierfach an der Allgemeinen Gewerbeschule Basel. Zudem war er für eine kurze Zeit Schüler an der privaten Malschule von Hermann Meyer und Paul Altherr. 1914 modellierte Suter ein Porträt Meyers. Der Bronzeabguss ist im Besitz des Kunstvereins Basel. Nach dem Zweiten Weltkrieg hatten Suter und Meyer ihre Ateliers an der Frohburgstrasse 4 in Basel. Sie blieben ihr Leben lang miteinander befreundet.
Anschliessend begann er eine Baubildhauerlehre und arbeitete für den Bildhauer Carl Gutknecht, bevor er 1910 an die Académie Julian in Paris ging und sich dort, auch auf Anraten von Rodo (Auguste de Niederhäusern), für die Bildhauerei entschied. In Paris vertiefte sich die 1898/1899 in Basel geschlossene lebenslange Freundschaft mit dem Schriftsteller Blaise Cendrars und er schloss Freundschaft mit dem englischen Maler Frank Budgen, der zunächst als Modell für ihn arbeitete.  Andere enge Freunde waren der Schweizer Dichter und Übersetzer Siegfried Lang und der deutsche Schriftsteller und Anarchist Johannes Nohl.
Von 1911 bis 1915 reiste Suter während des Sommers jeweils nach Ringgenberg am Brienzersee.
Suter stand von 1911 bis 1916 mit Jakob Schaffner im Kontakt. Schaffner verhalf Suter zu neuen Aufträgen in Deutschland. Die freundschaftliche Beziehung endete wohl wegen gegensätzlicher politischer Weltanschauung.

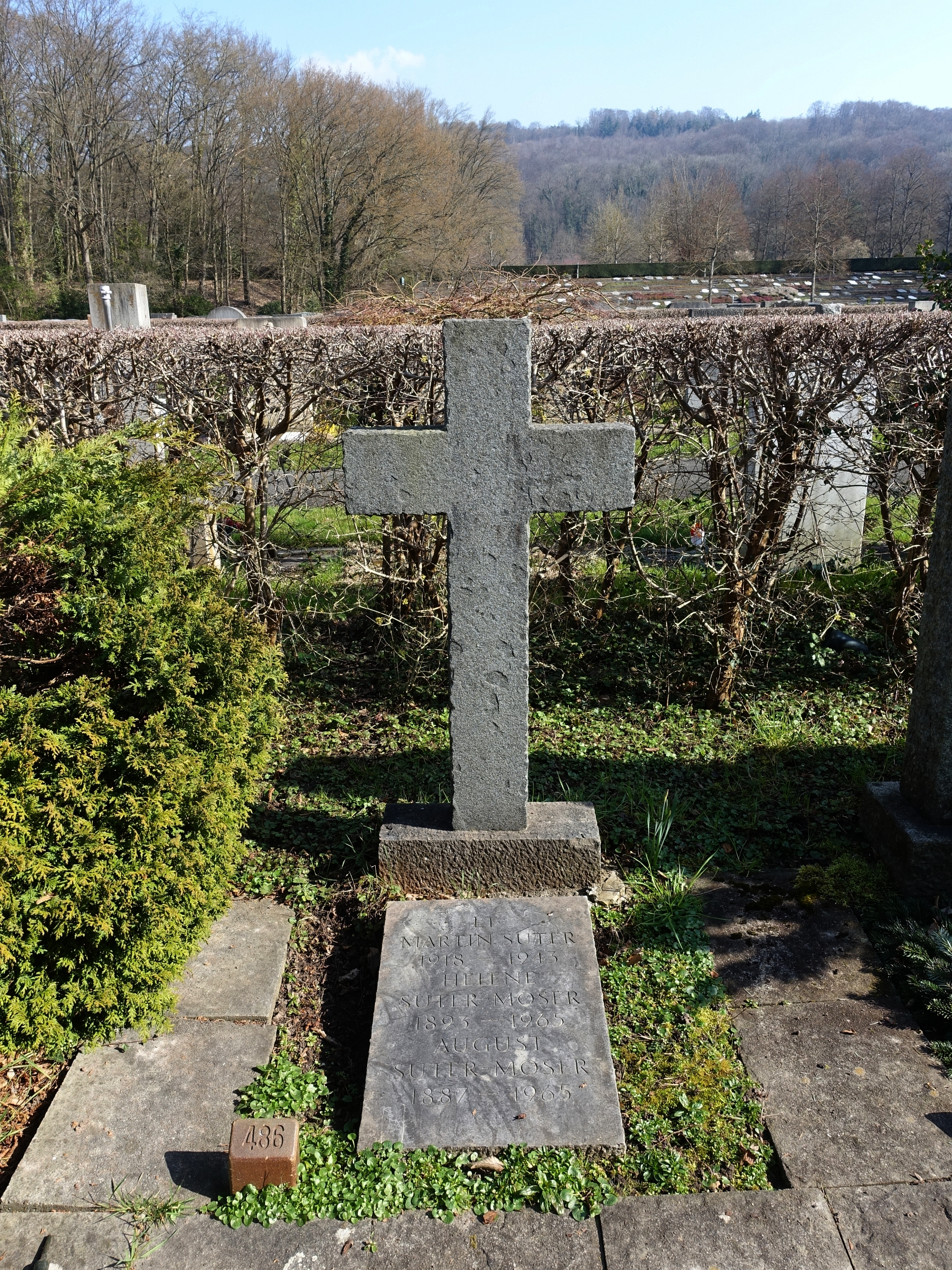
Familiengrab auf dem Friedhof am Hörnli

Suter hielt sich von 1913 bis 1914 für mehrere Monate in Mannheim auf. Dort porträtierte er u. a. den damals in Heidelberg lehrenden Schweizer Professor Fritz Fleiner und später auch dessen Frau Fanny Fleiner-Veith (1870–1957). Die beiden wurden zu Suters Freunden und Förderern. Fleiner trug finanziell massgeblich dazu bei, dass Suters Denkmal für Carl Spitterer zustande kam, und Fleiners wurden später Paten von Suters Söhnen. Durch sie lernte Suter in Zürich auch seine Frau, die Sängerin Helene Moser (1893–1965), eine Tochter des Architekten Karl Moser, kennen.
Von 1916 bis 1922 arbeitete Suter in Basel, Zollikon und Zürich. Dort entstanden Bildnisbüsten sowie Bau- und Brunnenplastiken. Suter, sein Bruder Paul und Frank Budgen pflegten in dieser Zeit mit dem irischen Schriftsteller James Joyce, der in Zürich im Exil lebte, vertrauten Umgang.
Zwischen den beiden Weltkriegen hielt sich Suter wieder in Paris auf, wo er den Bildhauer Charles Despiau kennenlernte, dessen Atelier neben dem seinem lag. In einem an Aristide Maillol und Charles Despiau orientierten Stil modellierte er vor allem Porträts und Aktfiguren. Von 1945 bis 1965 arbeitete er abwechselnd in Paris und Basel. In Paris lernte er den Bildhauer Fritz Bürgin (1917–2003) kennen, und der Bildhauer Louis Léon Weber arbeitete als Steinmetz für ihn.
1917 heiratete er Helene Moser. Mit ihr hatte er drei Söhne, von denen nur Claude Suter den Vater überlebte. Suter starb im November 1965, wenige Monate nach dem Tod seiner Frau. Ihr Grab befindet sich auf dem Friedhof am Hörnli.
Suters Sohn Claudius Gottfried, genannt Claude, übergab 1975 den künstlerischen Nachlass seines Vaters dessen Heimatgemeinde Eptingen. Die Sammlung kann nach Voranmeldung bei der Gemeindeverwaltung im August Suter-Museum besichtigt werden.

## Werk

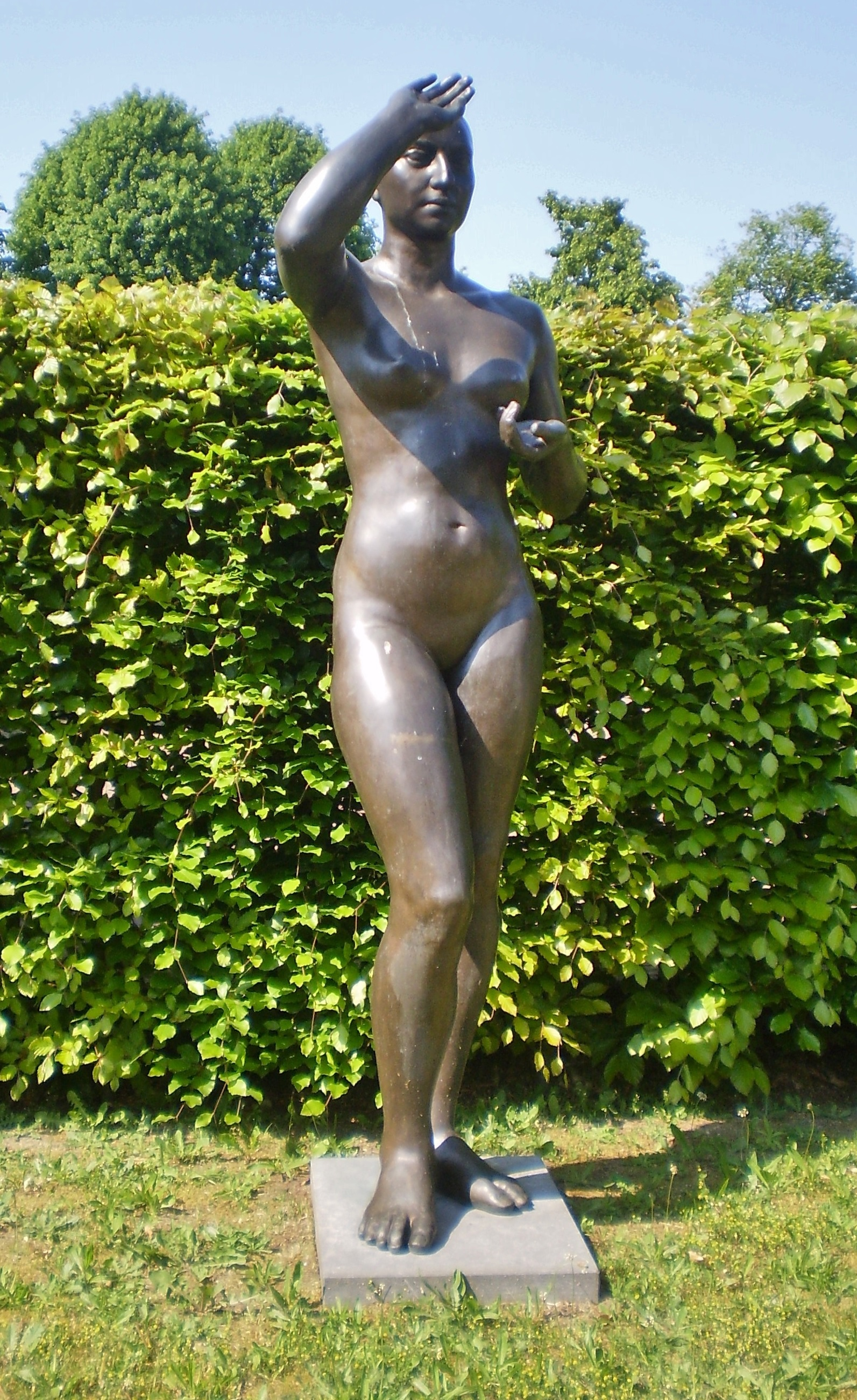
Skulptur L’Afghane in Blaricum

Suters naturalistisches Œuvre besteht überwiegend aus weiblichen und männlichen Akten, Porträtbüsten, Figurenkompositionen und Bauskulpturen. Ludwig Marcuse urteilte, er sei «der bedeutendste Bildhauer unserer Zeit». War sein Werk zunächst von Rodin und Bourdelle beeinflusst, wendete er sich nach seinem dreissigsten Lebensjahr zunehmend einem von Maillol geprägten «Klassizismus» zu. Gotthard Jedlicka weist auf einen zentralen Unterschied zu Rodin in der Gestaltung seiner Porträtskulpturen hin: «wo Rodin stürmisch ergreift, da wartet er gelassen ab, und jedes mal bettet er den einmaligen Rhythmus eines besonderen Lebens in den besonderen Rhythmus seiner Gestaltung».
Zitat von August Suter. «Alle Schöpfung gründet sich auf Vision und Geist. Diese finden ihren Ausdruck durch das Handwerk der Materie. Letzteren Vorgang nennt man Kunst. Das erste aber macht lebendig. Es muss letzte Wahrheit sein und als solche die Materie durchleuchten.»
1920 schuf Suter für die Neue Kirche Fluntern in Zürich das Relief Verkündiger im Tympanon über dem Haupteingang und drei Relieffiguren mit den Titeln Sämann und Frauen bei der Trauben- und Kornernte. Ebenfalls von Suter wurde der Abendmahlstisch gestaltet, der aus poliertem schwarzem Marmor besteht. Auch drei Glasfenster der Kirche wurden von Suter entworfen und von Otto Berbig ausgeführt.
Seine berühmteste Skulptur ist das Denkmal Prometheus und die Seele für den Schweizer Dichter und Nobelpreisträger Carl Spitteler in Liestal, an dem er von 1926 bis 1931 arbeitete. Sechs Figuren aus den Jahren 1915–1918 befinden sich am Amtshaus IV an der Uraniastrasse in Zürich. Eine noch ungebrannte Tonbüste von James Joyce fiel dem Zweiten Weltkrieg zum Opfer. 1933 schuf er für die Kurbrunnen in Rheinfelden zwei Brunnenskulpturen.
Im Auftrag der Eidgenossenschaft schuf Suter 1937 zur Weltfachausstellung in Paris die Skulptur L’Afghane. Heute ist diese in Blaricum zu sehen.
Seit 1990 gab es in der Schweiz, Deutschland und Frankreich zahlreiche Ausstellungen.

## Literatur

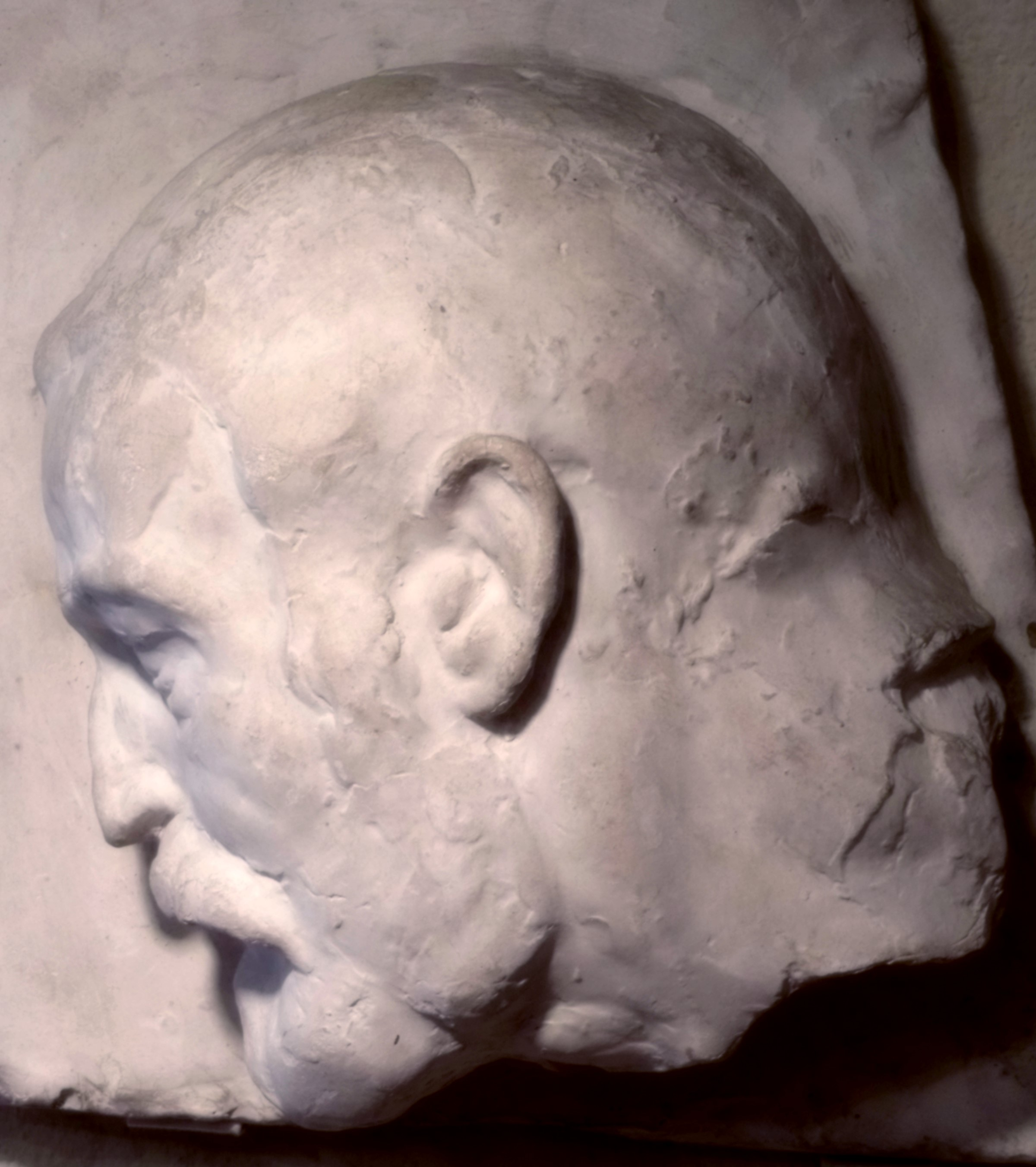
Gipsbüste, Frank Budgen
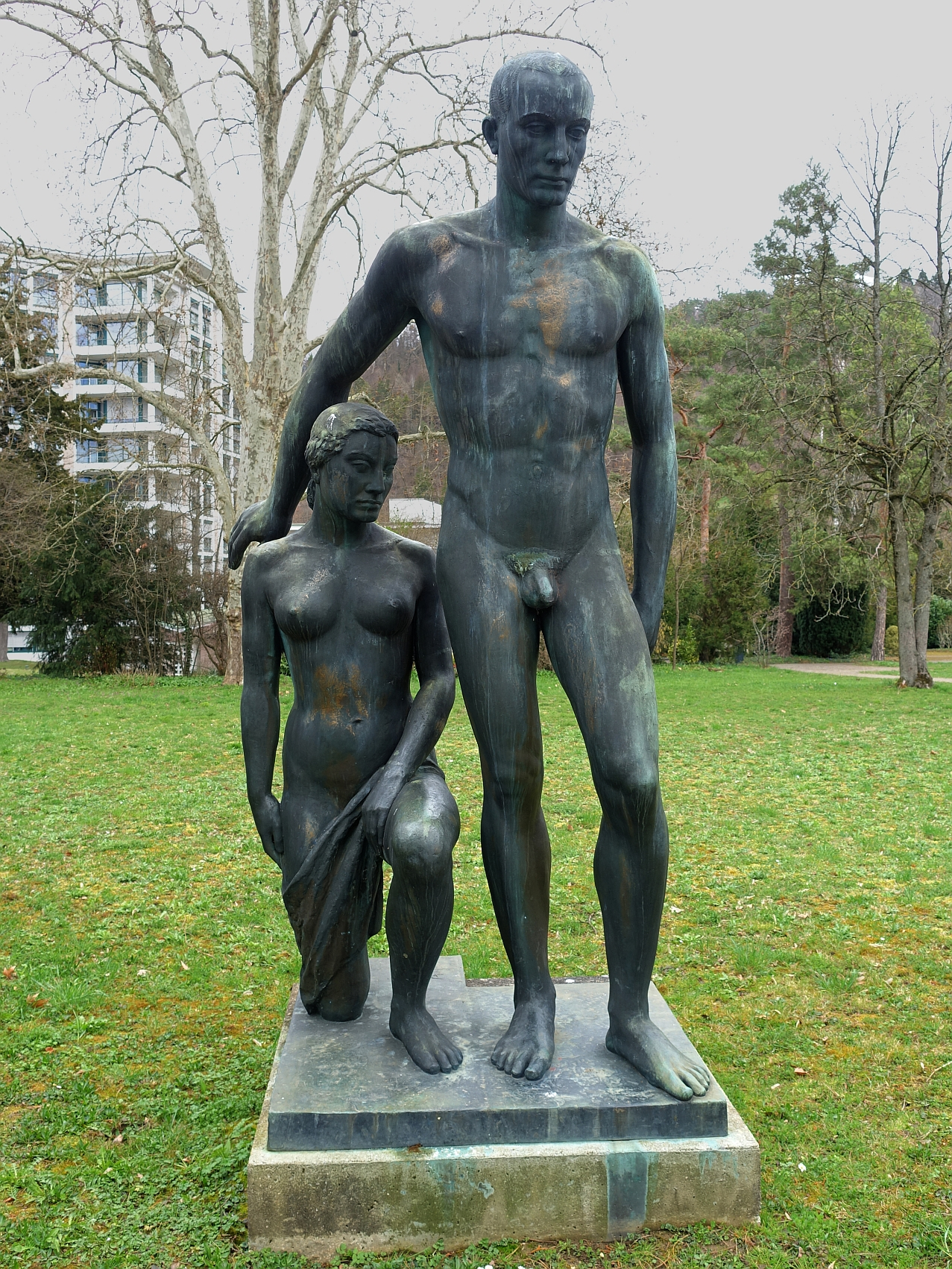
1956, Volk und Staat, Liestal
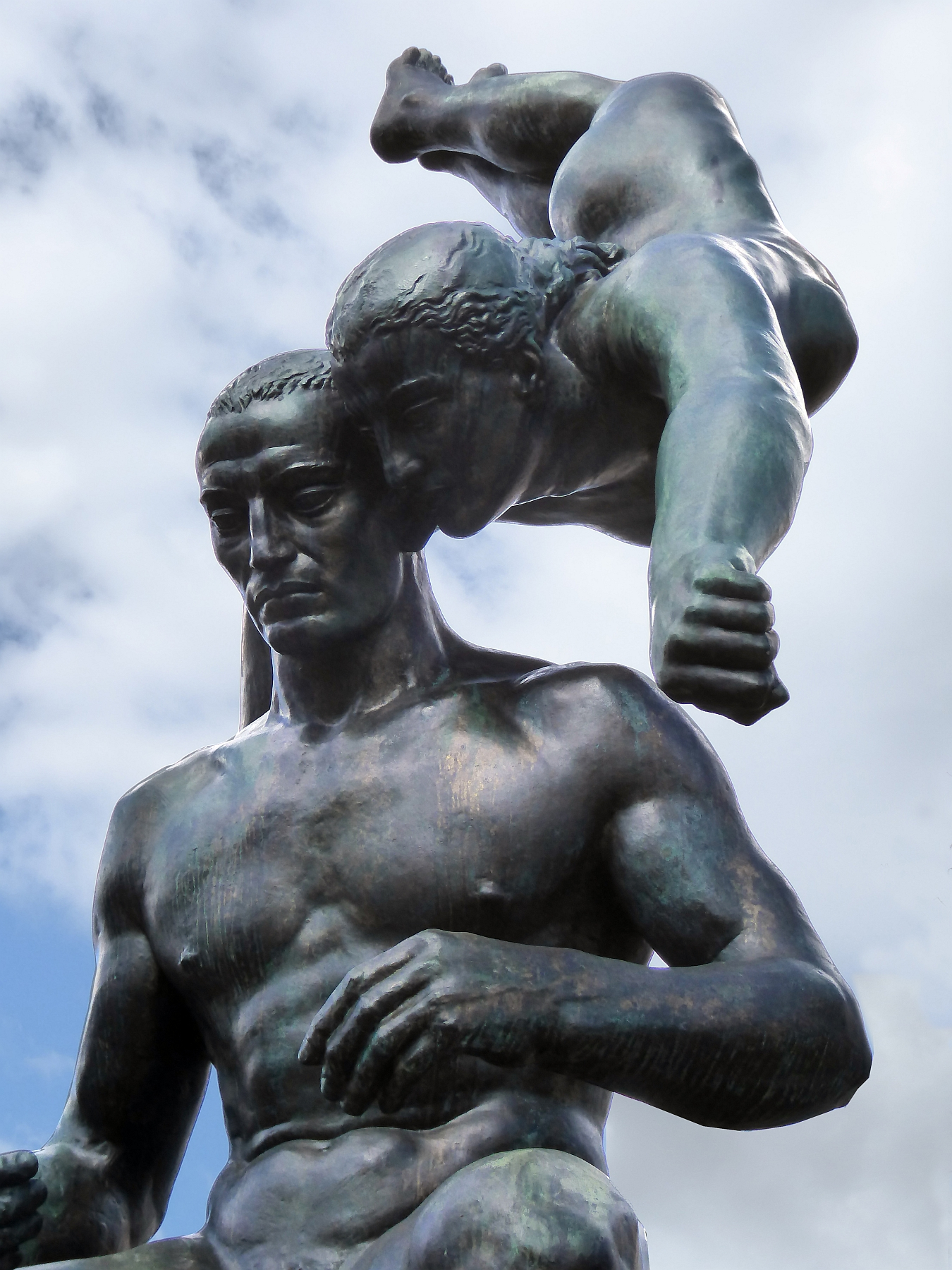
Skulptur für Carl Spitteler Prometheus und die Seele, Liestal
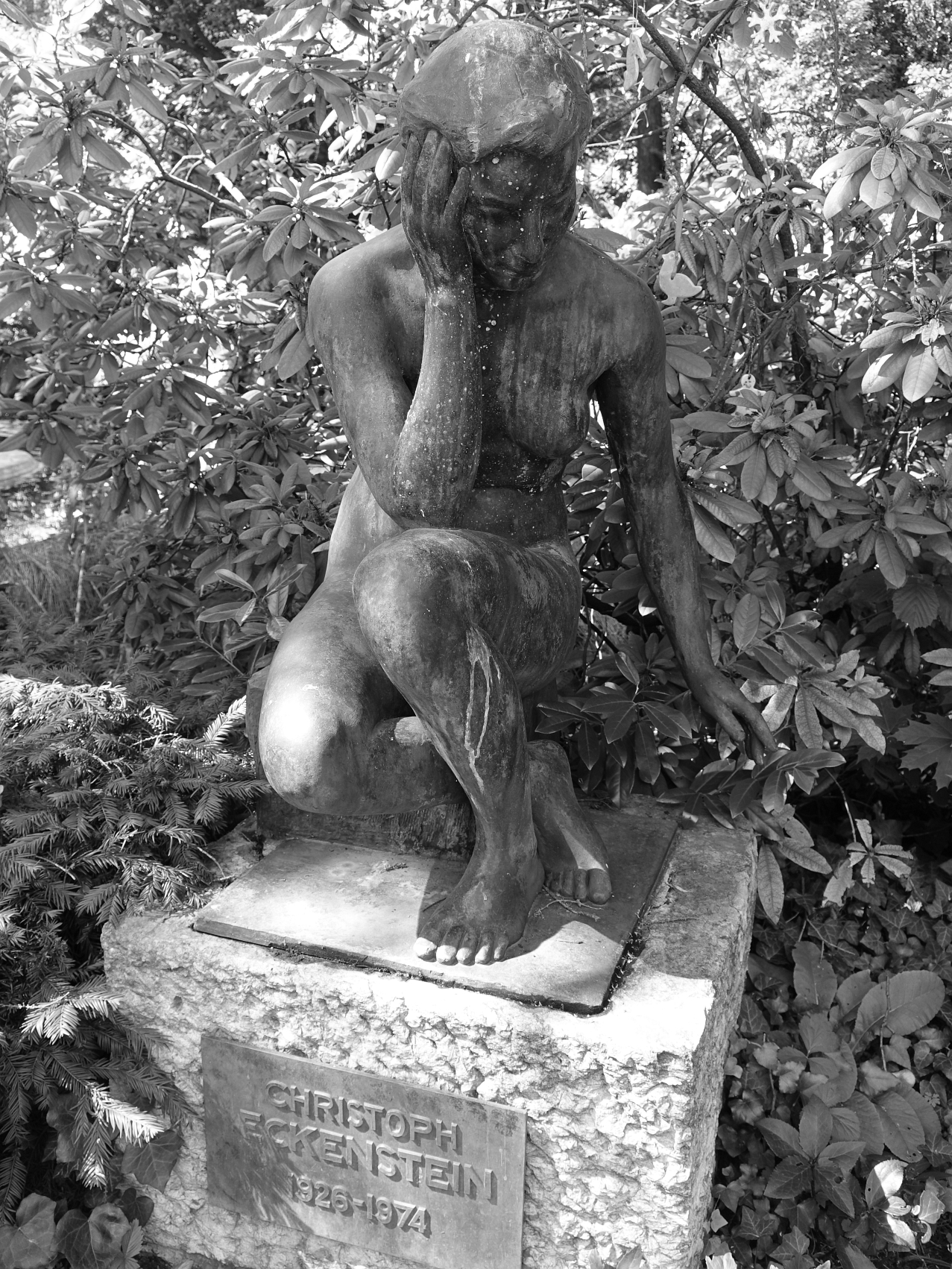
Grabskulptur für Christoph Eckenstein, Friedhof Wolfgottesacker
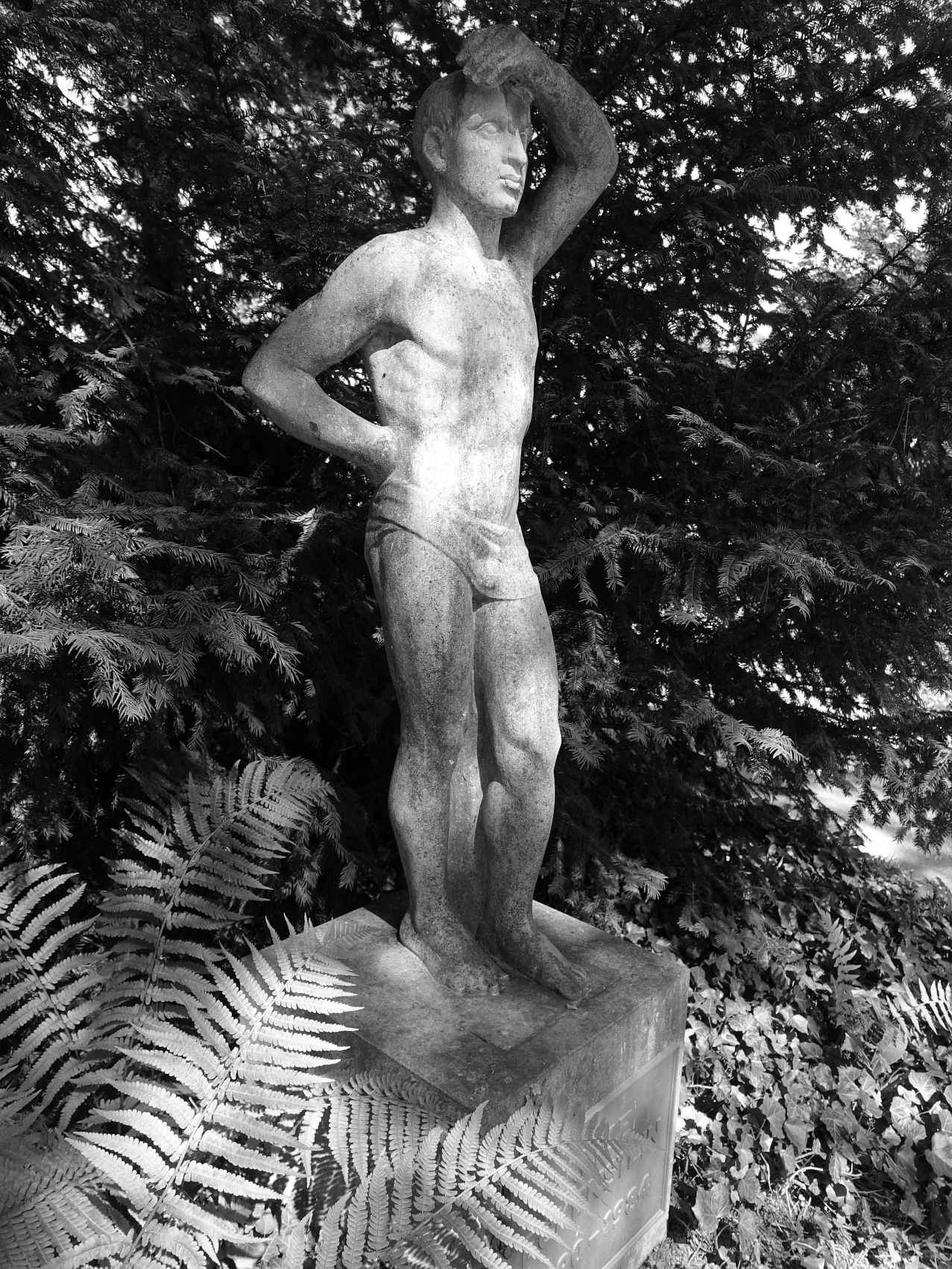
Grabskulptur für Alice Eckenstein Friedhof Wolfgottesacker
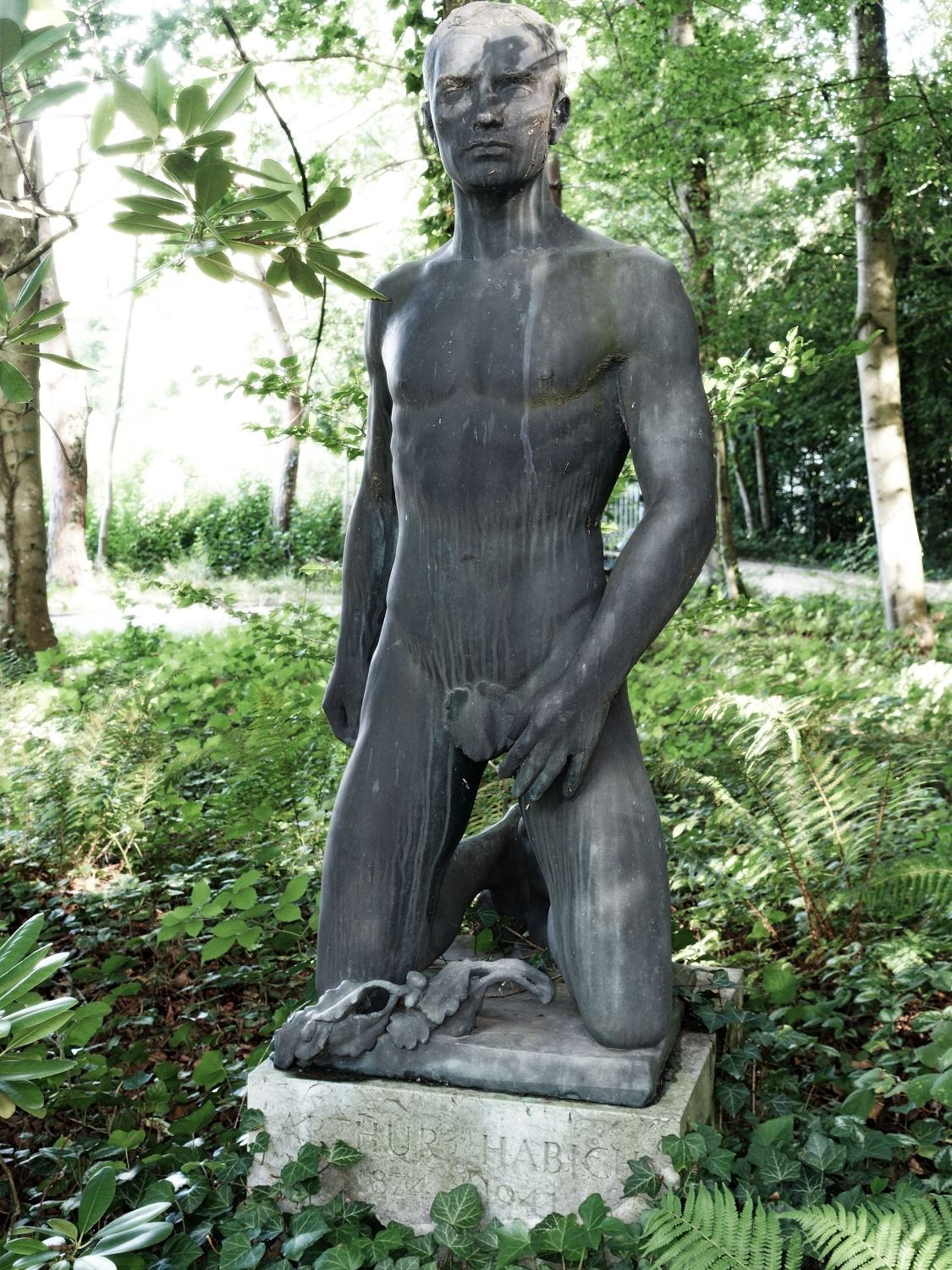
Grabskulptur für Arthur Habich, Waldfriedhof Rheinfelden
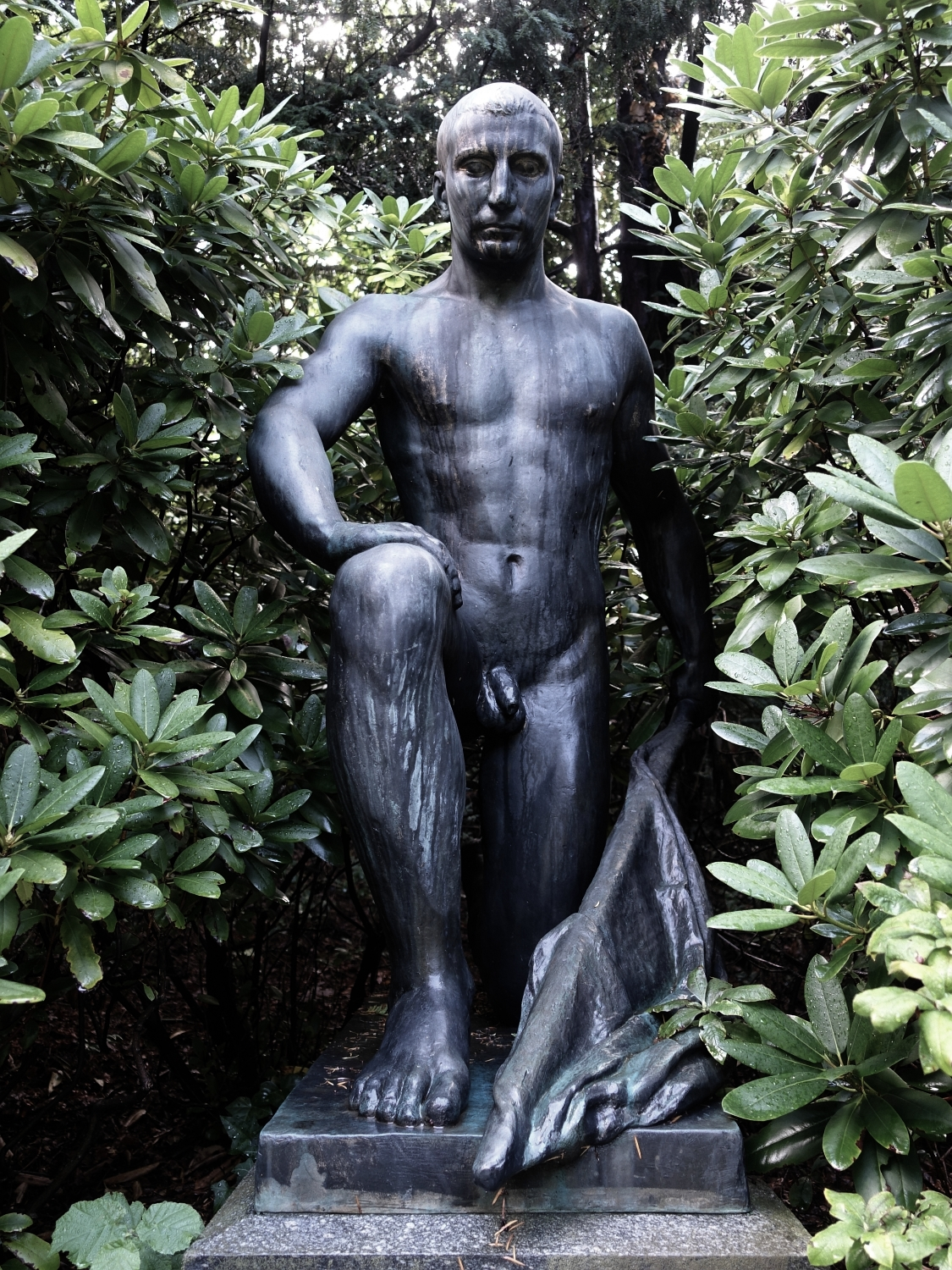
Grabskulptur für Paul Scherrer, Friedhof am Hörnli